# Gunhild Larking
Gunhild Maria Larking (Jönköping, 13 gennaio 1936) è un'ex altista svedese.

## Carriera

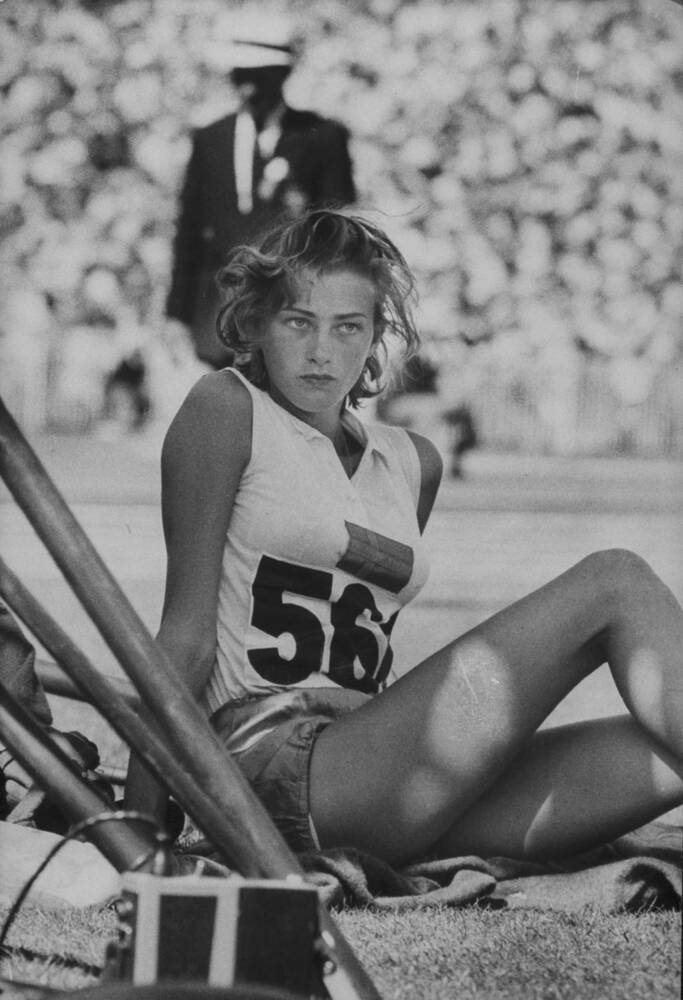
La famosa foto della Larking, alle Olimpiadi del 1956, mentre nervosamente attende il proprio turno per saltare. Questa foto in particolare, pubblicata nel numero di Life di natale del 1956, ebbe una buona notorietà internazionale e la Larking stessa ricevette diverse proposte per posare come modella.

Nel 1952 prese parte ai Giochi olimpici di Helsinki, classificandosi nona. Due anni dopo, ai campionati europei di atletica leggera di Berna raggiunse la quarta posizione in finale; con il medesimo risultato concluse la gara del salto in alto ai Giochi olimpici di Melbourne, alle spalle di Mildred McDaniel (medaglia d'oro) e Marija Pisareva e Thelma Hopkins (pari merito al secondo posto).
Fu per cinque volte consecutive campionessa nazionale svedese del salto in alto dal 1952 al 1956.
Mentre nel novembre 1956 si trovava a Melbourne per le Olimpiadi, fu immortalata in una serie di scatti dal fotogiornalista George Silk che lavorava per la celebre rivista Life. Uno degli scatti fu pubblicato sul numero di natale e ricevette una buona notorietà internazionale, tanto che la Larking stessa ricevette molte proposte di carriera come modella.

## Palmarès
| Anno | Manifestazione  | Sede      | Evento        | Risultato | Prestazione | Note             |
| ---- | --------------- | --------- | ------------- | --------- | ----------- | ---------------- |
| 1952 | Giochi olimpici | Helsinki  | Salto in alto | 9ª        | 1,55 m      |                  |
| 1954 | Europei         | Berna     | Salto in alto | 4ª        | 1,63 m      | Record nazionale |
| 1956 | Giochi olimpici | Melbourne | Salto in alto | 4ª        | 1,67 m      |                  |

## Campionati nazionali
- 5 volte campionessa svedese assoluta del salto in alto (1952-1956)